# Cissus prunifera
Cissus prunifera är en vinväxtart som beskrevs av Descoings. Cissus prunifera ingår i släktet Cissus och familjen vinväxter. Inga underarter finns listade i Catalogue of Life.